# بریتنی بن
بریتنی بن (انگلیسی: Brittany Benn؛ زادهٔ ۲۳ آوریل ۱۹۸۹) ورزشکار راگبی ۷ نفره اهل کانادا است.
وی در مسابقات کشوری و بین‌المللی در مجموع برندهٔ ۱ مدال طلا، ۱ مدال نقره، ۱ مدال برنز شده‌است.